# 은하수를 여행하는 히치하이커를 위한 안내서

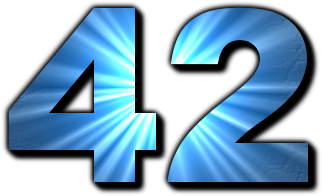
삶, 우주 그리고 모든 것에 대한 궁극적인 해답, 42

《은하수를 여행하는 히치하이커를 위한 안내서》(영어: The Hitchhiker's Guide to the Galaxy)는 영국의 작가 더글러스 애덤스가 쓴 과학소설 시리즈이자, 최초의 코믹 SF 소설로 꼽히는 작품이다. 1978년 BBC의 라디오 코미디 드라마로 시작한 이후 다양한 형태로 변형되면서, 점차 국제적인 멀티미디어 현상이 되었다. 이 시리즈는 많은 개작물을 남겼는데, 1979년과 1992년 사이의 소설(맨 첫 권의 제목은 은하수를 여행하는 히치하이커를 위한 안내서이다.), 1981년의 TV시리즈, DC코믹스에서 93년과 96년에 출판된 만화책, 팬들이 만든 타월, 2005년에 개봉된 동명의 영화 《은하수를 여행하는 히치하이커를 위한 안내서》등이 있다. 은하수를 여행하는 히치하이커를 위한 안내서의 다른 매체(소설, TV시리즈, 컴퓨터게임, 초기의 영화대본)등은 모두 애덤스 본인이 적었으며, 몇몇 연극은 애덤스가 새로운 요소/제제를 갖고 썼다고 소개되었다.
- 서적 - 총 6권 (5권(더글러스 애덤스) + 1권(오언 콜퍼))으로 구성되어있다.

- 《은하수를 여행하는 히치하이커를 위한 안내서》 (The Hitchhiker's Guide to the Galaxy)
- 《우주의 끝에 있는 레스토랑》 (The Restaurant at the End of the Universe)
- 《삶, 우주 그리고 모든 것》 (Life, the Universe, and Everything)
- 《안녕히, 그리고 물고기는 고마웠어요》 (So Long, and Thanks for All the Fish)
- 《대체로 무해함》 (Mostly Harmless)
- 《그런데 한가지 더》 (And Another Thing...) - 애덤스의 사후에 부인에게 허락을 얻은 소설로, 《아르테미스 파울》의 작가 오언 콜퍼가 지음

- 영화

《은하수를 여행하는 히치하이커를 위한 안내서》 - 2005년에 미국에서 위 책을 바탕으로 제작, 개봉된 영화
- 라디오 드라마

1978년에 영국 BBC에서 방영된 라디오 드라마이다.

## 주요 등장인물
- 자포드 비블브락스
- 트릴리언
- 아서 덴트
- 포드 프리펙트

## 같이 보기
- 히치하이킹
- 은하수를 여행하는 히치하이커를 위한 안내서의 구절들
- 타월 데이